# Fairfield (Maine)
Fairfield ist eine Town im Somerset County des Bundesstaates Maine in den Vereinigten Staaten. Im Jahr 2020 lebten dort 6484 Einwohner in 3012 Haushalten auf einer Fläche von 141,36 km².

## Geographie
Nach dem United States Census Bureau hat Fairfield eine Gesamtfläche von 141,36 km², von der 139,21 km² Land sind und 2,15 km² aus Gewässern bestehen.

### Geographische Lage
Fairfield ist die südlichste Town des Somerset Countys und grenzt an das Kennebec County. Der in südliche Richtung fließende Kennebec River bildet die östliche Grenze des Gebietes. Es gibt keine größeren Seen auf dem Gebiet. Die Oberfläche ist eben, ohne größere Erhebungen.

### Nachbargemeinden
Alle Entfernungen sind als Luftlinien zwischen den offiziellen Koordinaten der Orte aus der Volkszählung 2010 angegeben.
- Norden: Skowhegan, 13,0 km
- Osten: Clinton, Kennebec County, 14,4 km
- Südosten: Benton, Kennebec County, 16,1 km
- Süden: Waterville, Kennebec County, 4,1 km
- Südwesten: Oakland, Kennebec County, 9,2 km
- Westen: Smithfield, 11,1 km
- Nordwesten: Norridgewock, 15,4 km

### Stadtgliederung
In Fairfield gibt es mehrere Siedlungsgebiete: Fairfield, Fairfield Center, Fairfield Corners, Good Will Farm, Hinckley, Holway Corner, Larone, North Fairfield, Nyes Corner, Otis Hill, Shawmut und Toulouse Corner.

### Klima
Die mittlere Durchschnittstemperatur in Fairfield liegt zwischen −7,8 °C (18 °F) im Januar und 20,6 °C (69 °F) im Juli. Damit ist der Ort gegenüber dem langjährigen Mittel der USA um etwa 9 Grad kühler. Die Schneefälle zwischen Oktober und Mai liegen mit bis zu zweieinhalb Metern mehr als doppelt so hoch wie die mittlere Schneehöhe in den USA; die tägliche Sonnenscheindauer liegt am unteren Rand des Wertespektrums der USA.

## Geschichte
Die Besiedlung des Gebietes startete im Jahr 1771 mit Jonathan Emery, der ein Haus auf dem Emery Hill in der Nähe des Ufers des Kennebec River baute. Weitere Siedler ließen sich in dem Gebiet nieder. Zunächst wurde das Gebiet als Kendalls Mills nach dem Bewohner General William Kendall bezeichnet, dann als Fairfield Plantation organisiert und am 18. Juni 1788 als Town Fairfield organisiert.
An Norridgewock wurde in den Jahren 1834 und 1841 Land abgegeben, an Bloomfield, welches später von Skowhegan übernommen wurde, wurde 1858 Land abgegeben. Eine Insel im Kennebec River kam 1873 von Benton hinzu.

### Einwohnerentwicklung
| Volkszählungsergebnisse – Town of Fairfield, Maine | Volkszählungsergebnisse – Town of Fairfield, Maine | Volkszählungsergebnisse – Town of Fairfield, Maine | Volkszählungsergebnisse – Town of Fairfield, Maine | Volkszählungsergebnisse – Town of Fairfield, Maine | Volkszählungsergebnisse – Town of Fairfield, Maine | Volkszählungsergebnisse – Town of Fairfield, Maine | Volkszählungsergebnisse – Town of Fairfield, Maine | Volkszählungsergebnisse – Town of Fairfield, Maine | Volkszählungsergebnisse – Town of Fairfield, Maine | Volkszählungsergebnisse – Town of Fairfield, Maine |
| Jahr                                               | 1700                                               | 1710                                               | 1720                                               | 1730                                               | 1740                                               | 1750                                               | 1760                                               | 1770                                               | 1780                                               | 1790                                               |
| -------------------------------------------------- | -------------------------------------------------- | -------------------------------------------------- | -------------------------------------------------- | -------------------------------------------------- | -------------------------------------------------- | -------------------------------------------------- | -------------------------------------------------- | -------------------------------------------------- | -------------------------------------------------- | -------------------------------------------------- |
| Einwohner                                          |                                                    |                                                    |                                                    |                                                    |                                                    |                                                    |                                                    |                                                    |                                                    | 458                                                |
| Jahr                                               | 1800                                               | 1810                                               | 1820                                               | 1830                                               | 1840                                               | 1850                                               | 1860                                               | 1870                                               | 1880                                               | 1890                                               |
| Einwohner                                          | 852                                                | 1348                                               | 1609                                               | 2002                                               | 2198                                               | 2452                                               | 2753                                               | 2998                                               | 3044                                               | 3510                                               |
| Jahr                                               | 1900                                               | 1910                                               | 1920                                               | 1930                                               | 1940                                               | 1950                                               | 1960                                               | 1970                                               | 1980                                               | 1990                                               |
| Einwohner                                          | 3878                                               | 4435                                               | 4253                                               | 5132                                               | 5294                                               | 5811                                               | 5829                                               | 5684                                               | 6113                                               | 6718                                               |
| Jahr                                               | 2000                                               | 2010                                               | 2020                                               | 2030                                               | 2040                                               | 2050                                               | 2060                                               | 2070                                               | 2080                                               | 2090                                               |
| Einwohner                                          | 6573                                               | 6735                                               |                                                    |                                                    |                                                    |                                                    |                                                    |                                                    |                                                    |                                                    |

## Kultur und Sehenswürdigkeiten

### Bauwerke
In Fairfield wurden mehrere Bauwerke und ein District unter Denkmalschutz gestellt und ins National Register of Historic Places aufgenommen.
- Connor-Bovie House, 1974 unter der Register-Nr. 74000321.[9]
- Cotton-Smith House, 1992 unter der Register-Nr. 92000794.[10]
- Gerald Hotel, 2013 unter der Register-Nr. 12000894.[11]
- Amos Gerald House, 1980 unter der Register-Nr. 80000252.[12]
- Lawrence Library, 1974 unter der Register-Nr. 74000322.[13]
- Asa Bates Memorial Chapel, 2002 unter der Register-Nr. 02001272.[14]

## Wirtschaft und Infrastruktur

### Verkehr
Durch Fairfield verläuft die Interstate 95 und parallel zum Kennebec River der U.S. Highway 201. Die Maine State Route 16 verläuft in nordsüdlicher Richtung entlang der östlichen Grenze der Town parallel zum Kennebec River sowie im Südwesten entlang des Carrabassett Rivers. Ebenfalls in nordsüdliche Richtung verlaufen die Maine Street 139, Maine Street 23 und Maine Street 104.

### Öffentliche Einrichtungen
In Fairfield befinden sich medizinische Einrichtungen, die auch den Bewohnern anderer Towns zur Verfügung stehen.
In Fairfield befindet sich die Lawrence Public Library. Benannt ist sie nach Edward Jones Lawrence, der nach Hinweisen durch seine Tochter Addie diese der Town stiftete. Bei der Stadtversammlung im März 1900 nahm die Town das Angebot für eine Bibliothek an und am 25. Juli 1901 wurde die Bibliothek eingeweiht.

### Bildung
Fairfield gehört mit Albion, Benton und Clinton zum M.S.A.D. #49.
Im Schulbezirk werden folgende Schulen angeboten:
- Albion Elementary School in Albion, mit Schulklassen vom Kindergarten bis 6. Schuljahr
- Benton Elementary School in Benton, mit Schulklassen vom 1. bis 6. Schuljahr
- Clinton Elementary School in Albion, mit Schulklassen vom Kindergarten bis 6. Schuljahr
- Fairfield Primary, mit Gruppen Pre-Kindergarten und Kindergarten
- Lawrence Junior High School in Fairfield
- Lawrence High School in Fairfield

## Persönlichkeiten

### Söhne und Töchter der Stadt
- Seldon Connor (1839–1917), Gouverneur von Maine
- Frank Bunker Gilbreth (1868–1924), Pionier der wissenschaftlichen Betriebsführung
- Angier Goodwin (1881–1975), Politiker
- Clyde R. Chapman (1889–1978), Maine Attorney General

### Persönlichkeiten, die vor Ort gewirkt haben
- Jonathan G. Hunton (1781–1851), Gouverneur von Maine